# UFC 130
UFC 130: Rampage vs. Hamill var en mixed martial arts-gala arrangerad av Ultimate Fighting Championship (UFC) i Las Vegas den 28 maj 2011. Galans huvudmatch var mellan före detta mästaren i lätt tungvikt Quinton "Rampage" Jackson och Matt Hamill.

## Bakgrund
Ursprungligen skulle galans huvudmatch vara det tredje mötet mellan Frankie Edgar och Gray Maynard. De båda möttes på UFC 125 då Maynard utmanade Edgar om dennes lättviktstitel. Matchen slutade oavgjort och ett returmöte bokades in. Den 9 maj rapporterades dock att båda hade ådragit sig skador och tvingats lämna återbud varpå matchen sköts på framtiden. Quinton Jacksons match mot Matt Hamill blev istället utsedd som huvudmatch. Från början skulle Jackson ha mött Thiago Silva men i februari kom rapporter fram som avslöjade att Silva fastnad i ett dopingtest efter UFC 125. Han tilläts därför inte tävla och Matt Hamill ersatte honom. Före detta tungviktsmästaren Frank Mir mötte The Ultimate Fighter-vinnaren Roy Nelson.
Jorge Santiago, mellanviktsmästare i organisationen Sengoku, återvände till UFC för första gången sedan 2006 då han gick tre matcher i organisationen. Sedan 2006 hade han vunnit 11 av sina 12 senaste matcher och gått från att vara en ordinär MMA-utövare till att bli världsstjärna och topp-10 rankad. Han mötte Brian Stann på UFC 130.

## Resultat

### Underkort
|                            | Renan Barão           | Bantamvikt | Cole Escovedo |  |
| Segrare: enhälligt domslut | (30-27, 30-27, 29-28) |            |               |  |

|                        | Michael McDonald      | Bantamvikt | Chris Cariaso |  |
| Segrare: delat domslut | (29-28, 27-30, 29-28) |            |               |  |

|                                                            | Gleison Tibau | Lättvikt | Rafaello Oliveira |  |
| Segrare: submission (rear naked choke) efter 3:28 i rond 2 |               |          |                   |  |

|  | Kendall Grove         | Mellanvikt                 | Tim Boetsch |  |
|  | (27-30, 27-30, 27-30) | Segrare: enhälligt domslut |             |  |

|  | Miguel Torres         | Bantamvikt                 | Demetrious Johnson |  |
|  | (28-39, 28-29, 28-29) | Segrare: enhälligt domslut |                    |  |

### Huvudkort
|                                         | Brian Stann | Mellanvikt | Jorge Santiago |  |
| Segrare: TKO (slag) efter 4:29 i rond 2 |             |            |                |  |

|  | Thiago Alves          | Weltervikt                 | Rick Story |  |
|  | (28-29, 28-29, 28-29) | Segrare: enhälligt domslut |            |  |

|  | Stefan Struve | Tungvikt                               | Travis Browne |  |
|  |               | Segrare: KO (slag) efter 4:11 i rond 1 |               |  |

|                            | Frank Mir             | Tungvikt | Roy Nelson |  |
| Segrare: enhälligt domslut | (30-27, 30-27, 30-26) |          |            |  |

|                            | Quinton Jackson       | Lätt tungvikt | Matt Hamill |  |
| Segrare: enhälligt domslut | (30-27, 30-27, 30-27) |               |             |  |

## Bonusar
En bonus på $70 000 delas ut till Kvällens match, Kvällens knockout samt Kvällens submission.
- Kvällens match: Brian Stann mot Jorge Santiago
- Kvällens knockout: Travis Browne
- Kvällens submission: Gleison Tibau

### Webbkällor
- ”UFC 130 Results & Live Play-by-Play”. sherdog.com. http://www.sherdog.com/news/news/UFC-130-Results-amp-Live-Play-by-Play-32492. Läst 14 juni 2011.

### Fotnoter
1. 1 2  ”UFC 130 draws announced 12,816 attendance and $2.57 million live gate”. mmajunkie.com. http://mmajunkie.com/%28S%2842uvo545ilh3mpbjjq4jx4ql%29%29/news/23785/ufc-130-draws-announced-12816-attendance-and-2-57-million-live-gate.mma. Läst 14 juni 2011.
2. ↑  ”Meltzer: UFC 130 got a solid 300k buyrate”. mixedmartialarts.com. http://www.mixedmartialarts.com/news/331468/Meltzer-UFC-130-got-a-solid-300k-buyrate/. Läst 14 juni 2011.
3. ↑  ”Frankie Edgar vs. Gray Maynard Off UFC 130 After Injuries Sideline Both”. mmafighting.com. http://www.mmafighting.com/2011/05/09/frankie-edgar-vs-gray-maynard-off-ufc-130/. Läst 14 juni 2011.
4. ↑  ”Matt Hamill replaces Thiago Silva, faces "Rampage" Jackson at UFC 130”. mmajunkie.com. Arkiverad från originalet den 25 maj 2012. https://archive.is/20120525152647/http://mmajunkie.com/news/22435/matt-hamill-replaces-thiago-silva-faces-rampage-jackson-at-ufc-130.mma. Läst 14 juni 2011.
5. ↑  ”Sherdog Official Mixed Martial Arts Rankings”. sherdog.com. http://www.sherdog.com/news/rankings/4/Sherdog-Official-Mixed-Martial-Arts-Rankings-32057. Läst 14 juni 2011.
6. ↑  ”UFC 130: Jorge Santiago returning to the Octagon to finish what he started”. mmamania.com. http://www.mmamania.com/2011/5/20/2181359/ufc-130-jorge-santiago-has-returned-to-the-octagon-to-finish-what-he. Läst 14 juni 2011.
7. ↑  ”UFC 130 bonuses: Browne, Tibau, Stann and Santiago get $70K awards”. mmajunkie.com. Arkiverad från originalet den 25 maj 2012. https://archive.is/20120525154350/http://mmajunkie.com/news/23784/ufc-130-bonuses-browne-tibau-stann-and-santiago-get-70k-awards.mma. Läst 14 juni 2011.